# Stefano di Lione
Stefano (... – Lione, VI secolo) è stato il 23º vescovo di Lione agli inizi del VI secolo, venerato come santo dalla Chiesa cattolica.
Nel più antico catalogo episcopale lionese, contenuto in un evangeliario della metà del IX secolo, e redatto attorno agli anni 799-814, il nome del vescovo Stefano compare al 23º posto tra san Rustico, morto il 25 aprile 501, e san Vivenziolo, documentato per la prima volta nel 514/515. È in quest'arco di tempo che Stefano svolse il suo episcopato a Lione, all'inizio del VI secolo, durante il regno di Gundobado.
Non si conosce nulla della vita di questo vescovo lionese. Ebbe scambi epistolari con Ennodio di Pavia, Avito di Vienne e Ruricio di Limoges, ma le sue lettere non sono state conservate. Secondo Gregorio di Tours, tra il 512 e il 515, il vescovo di Lione, di cui non è fatto il nome, cedette alcuni beni a Quinziano di Rodez, allora in esilio; si tratta probabilmente del vescovo Stefano, e questa sarebbe perciò l'unica testimonianza relativa al suo episcopato. È invece da escludere la sua partecipazione al concilio (o colloquio) di Lione del 499 (o del 500), come affermato da alcuni eruditi, perché i suoi atti sono frutto di una falsificazione, opera del sacerdote oratoriano Jérôme Vignier nel XVII secolo, e perché a quella data Stefano non era ancora vescovo.
La sua tomba si trovava nella basilica di San Giusto, fuori le mura cittadine, in antichità chiamata chiesa dei Maccabei, tomba che era ancora nota nel XIII secolo. La chiesa fu distrutta nel corso del XVI secolo e le sue reliquie andarono perse.
La più antica attestazione del vescovo Stefano si trova nel Martirologio geronimiano (V-VI secolo), dove la sua celebrazione è posta al 13 febbraio con queste parole: Lugduno depositio beati Stephani episcopi. Dal Martirologio geronimiano la sua commemorazione passò nel Martirologio Romano redatto dal Baronio. L'odierno martirologio, riformato a norma dei decreti del Concilio Vaticano II, ricorda il santo vescovo con queste parole: